# Guerra de manobra

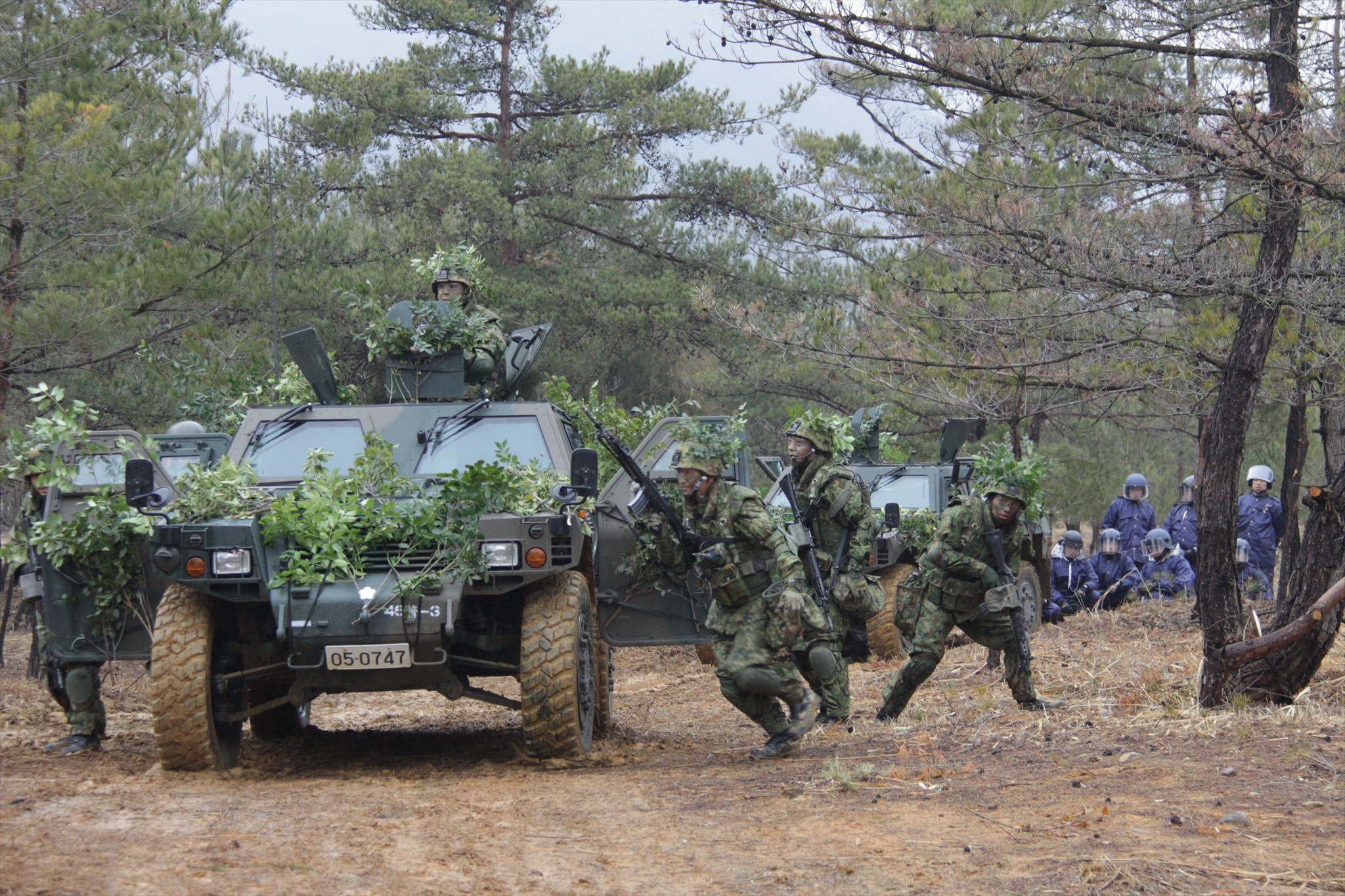
Soldados e blindados leves são essenciais em guerra de manobra.

Guerra de manobra é um termo usado por teóricos militares, para um conceito de estratégia militar que advoga a tentativa de derrotar o adversário incapacitando-o nas suas tomadas de decisão.